# Saketh Myneni
Saketh Myneni (Vuyyuru, 19 ottobre 1987) è un tennista indiano.
Ha vinto due titoli in singolare e diversi altri in doppio nell'ATP Challenger Tour. I suoi migliori ranking ATP sono stati il 137º posto in singolare nel settembre 2016 e il 74º in doppio nel gennaio 2023. Ha esordito nella squadra indiana di Coppa Davis nel febbraio 2014. Dal 2022 gioca esclusivamente in doppio

## Carriera
Fa la sua prima apparizione tra i professionisti nel 2004, in seguito si trasferisce per gli studi negli Stati Uniti e tra il 2007 e il 2010 gioca con profitto nei tornei di College per la University of Alabama. Rientra a giocare tra i professionisti nel 2011 vincendo subito i primi titoli in carriera nei tornei di singolare e doppio all'ITF India F9. Nel 2013 esordisce nel circuito maggiore e raggiunge la semifinale nel torneo di doppio del Chennai Open insieme a Karen Chačanov. Dopo aver vinto diversi altri titoli ITF, nel 2014 si aggiudica i primi tre titoli Challenger in doppio e il primo in singolare. Quello stesso anno debutta in Coppa Davis e vince la medaglia d'oro ai XVII Giochi asiatici in doppio misto e quella d'argento in doppio maschile.
Nel 2015 vince un altro Challenger in singolare ed entra per la prima volta nella top 200 del ranking. Nel 2016 porta il best ranking di singolare alla 137ª posizione dopo aver superato per la prima e unica volta le qualificazioni di uno Slam agli US Open 2016, dove viene eliminato al primo turno. Quell'anno vince tre Challenger in doppio e ad aprile raggiunge il 113º posto del ranking. Inizia quindi la parabola discendente in singolare, nel gennaio 2017 disputa il suo secondo e ultimo incontro nel circuito maggiore a Chennai e subito dopo esce definitivamente dalla top 200. Nel corso di quella stagione crolla nel ranking in entrambe le specialità e rientra nella top 200 di doppio nell'agosto 2018 dopo aver disputato due finali Challenger.
A inizio 2020 esce definitivamente dalla top 400 in singolare, subisce poi una flessione anche in doppio e nel settembre 2021 esce dalla top 300. Nel 2022 risale la classifica di doppio, disputa 8 finali Challenger e ne vince 6, di cui 5 con Yuki Bhambri, e a novembre entra per la prima volta nella top 100 di specialità dopo aver giocato un'altra semifinale ATP al Seoul Open. Sempre con Bhambri, a inizio 2023 vince un titolo Challenger e sale al 74º posto mondiale; nel circuito ATP raggiungono la semifinale a Dallas e i quarti di finale a Doha e Dubai. Vincono un altro Challenger ad aprile, mentre vengono eliminati in semifinale all'ATP di Monaco di Baviera. Superano il primo turno al Roland Garros, nel primo successo di Myneni in una prova del Grande Slam, ed escono di scena al secondo. Perdono in semifinale anche a Newport e Myneni chiude la stagione dopo l'uscita al primo turno agli US Open.
All'inizio del 2024 vince due titoli Challenger in India assieme a Ramkumar Ramanathan. Nel periodo che segue gioca pochi tornei e a marzo esce dalla top 100. Si infortuna in un torneo, viene ricoverato in ospedale e inizia un periodo di 6 mesi di inattività. Torna alle competizioni in ottobre come nº 270 del ranking e al secondo torneo disputato vince il Seoul Open Challenger in coppia con Ramanathan. All'ultimo impegno stagionale vince il Keio Challenger assieme a Benjamin Hassan. Chiude il 2024 al 176º posto del ranking.
A febbraio 2025 perde in coppia con Ramanathan la finale al Chennai Open Challenger. Rimane inattivo dopo la sconfitta subita in aprile nei quarti all'Open Comunidad de Madrid.

## Statistiche
Aggiornate al 23 giugno 2025.

### Tornei minori

#### Singolare

##### Vittorie (12)
| Legenda tornei minori |
| Challenger (2)        |
| Futures (10)          |

| N. | Data            | Torneo                             | Superficie | Avversario in finale | Punteggio        |
| 1. | 17 ottobre 2014 | Indore Open ATP Challenger, Indore | Cemento    | Oleksandr Nedovjesov | 6-3, 6(4)–7, 6-3 |
| 2. | 18 ottobre 2015 | Vietnam Open, Città di Ho Chi Minh | Cemento    | Jordan Thompson      | 7-5, 6-3         |

##### Finali perse (8)
| Legenda tornei minori |
| Challenger (3)        |
| Futures (5)           |

| N. | Data             | Torneo                    | Superficie | Avversario in finale | Punteggio |
| 1. | 4 ottobre 2015   | Ağrı Challenger, Ağrı     | Cemento    | Farrukh Dustov       | 4-6, 4-6  |
| 2. | 21 febbraio 2016 | Delhi Open, Nuova Delhi   | Cemento    | Stéphane Robert      | 3-6, 0-6  |
| 3. | 17 novembre 2018 | Bengaluru Open, Bangalore | Cemento    | Prajnesh Gunneswaran | 2-6, 2-6  |

#### Doppio

##### Vittorie (37)
| Legenda tornei minori |
| Challenger (20)       |
| Futures (17)          |

| N.  | Data              | Torneo                                | Superficie  | Compagno               | Avversari in finale                                 | Punteggio               |
| 1.  | 15 febbraio 2014  | Calcutta ATP Challenger Tour, Kolkata | Cemento     | Sanam Singh            | Divij Sharan Vishnu Vardhan                         | 6-3, 3-6, [10-4]        |
| 2.  | 22 febbraio 2014  | Delhi Open, Nuova Delhi               | Cemento     | Sanam Singh            | Sanchai Ratiwatana Sonchat Ratiwatana               | 7–6(5), 6-4             |
| 3.  | 24 ottobre 2014   | Pune Challenger, Pune                 | Cemento     | Sanam Singh            | Sanchai Ratiwatana Sonchat Ratiwatana               | 6-3, 6-2                |
| 4.  | 26 settembre 2015 | Izmir Cup, Smirne                     | Cemento     | Divij Sharan           | Malek Jaziri Denys Molčanov                         | 7–6(5), 4-6, 0-0 (rit.) |
| 5.  | 23 ottobre 2015   | Bangalore Challenger, Bangalore       | Cemento     | Sanam Singh            | John Paul Fruttero Vijay Sundar Prashanth           | 5-7, 6-4, [10-2]        |
| 6.  | 23 aprile 2016    | Nanjing Challenger, Nanchino          | Cemento     | Jeevan Nedunchezhiyan  | Denys Molčanov Oleksandr Nedovjesov                 | 6-3, 6-3                |
| 7.  | 28 ottobre 2017   | Vietnam Open, Città di Ho Chi Minh    | Cemento     | Vijay Sundar Prashanth | Ben McLachlan Go Soeda                              | 7–6(3), 7–6(5)          |
| 8.  | 3 agosto 2019     | Chengdu Challenger, Chengdu           | Cemento     | Arjun Kadhe            | Nam Ji-sung Song Min-kyu                            | 6-3, 0-6, [10-6]        |
| 9.  | 12 febbraio 2022  | Bengaluru Open, Bangalore             | Cemento     | Ramkumar Ramanathan    | Hugo Grenier Alexandre Müller                       | 6-3, 6-2                |
| 10. | 9 aprile 2022     | Challenger Salinas, Salinas           | Cemento     | Yuki Bhambri           | JC Aragone Roberto Quiroz                           | 4-6, 6-3, [10-7]        |
| 11. | 3 giugno 2022     | Czech Open, Prostějov                 | Terra rossa | Yuki Bhambri           | Roman Jebavý Andrej Martin                          | 6-3, 7-5                |
| 12. | 9 luglio 2022     | Porto Open, Porto                     | Cemento     | Yuki Bhambri           | Nuno Borges Francisco Cabral                        | 6-4, 3-6, [10-6]        |
| 13. | 6 agosto 2022     | Lexington Challenger, Lexington       | Cemento     | Yuki Bhambri           | Gijs Brouwer Aidan McHugh                           | 3-6, 6-4, [10-8]        |
| 14. | 3 settembre 2022  | Rafa Nadal Open, Manacor              | Cemento     | Yuki Bhambri           | Marek Gengel Lukáš Rosol                            | 6-2, 6-2                |
| 15. | 14 gennaio 2023   | Nonthaburi Challenger II, Nonthaburi  | Cemento     | Yuki Bhambri           | Christopher Rungkat Akira Santillan                 | 2-6, 7–6(7), [14-12]    |
| 16. | 1º aprile 2023    | Girona Challenger, Gerona             | Terra rossa | Yuki Bhambri           | Íñigo Cervantes Oriol Roca Batalla                  | 6-4, 6-4                |
| 17. | 11 febbraio 2024  | Chennai Challenger, Chennai           | Cemento     | Ramkumar Ramanathan    | Rithvik Choudary Bollipalli Niki Kaliyanda Poonacha | 3-6, 6-3, [10-5]        |
| 18. | 18 febbraio 2024  | Bengaluru Open, Bangalore             | Cemento     | Ramkumar Ramanathan    | Constantin Bittoun Maxime Janvier                   | 6-3, 6-4                |
| 19. | 2 novembre 2024   | Seoul Open Challenger, Seul           | Cemento     | Ramkumar Ramanathan    | Vasil Kirkov Bart Stevens                           | 6-4, 4-6, [10-3]        |
| 20. | 23 novembre 2024  | Keio Challenger, Yokohama             | Cemento     | Benjamin Hassan        | Blake Bayldon Calum Puttergill                      | 6-2, 6-4                |

##### Sconfitte in finale (16)
| Legenda tornei minori |
| Challenger (10)       |
| Futures (6)           |

| N.  | Data             | Torneo                           | Superficie    | Compagno               | Avversari in finale                          | Punteggio           |
| 1.  | 31 gennaio 2015  | Hong Kong ATP Challenger         | Cemento       | Sanam Singh            | Hsieh Cheng-peng Yi Chu-huan                 | 4-6, 2-6            |
| 2.  | 20 febbraio 2016 | Delhi Open, Nuova Delhi          | Cemento       | Sanam Singh            | Yuki Bhambri Mahesh Bhupathi                 | 3-6, 6-4, [5-10]    |
| 3.  | 27 marzo 2016    | Pingshan Open, Shenzhen          | Cemento       | Jeevan Nedunchezhiyan  | Luke Saville Jordan Thompson                 | 6-3, 4-6, [10-12]   |
| 4.  | 6 agosto 2016    | Challenger de Granby, Granby     | Cemento       | Sanam Singh            | Guilherme Clezar Alejandro González          | 6-3, 1-6, [10-12]   |
| 5.  | 14 aprile 2018   | Santaizi ATP Challenger, Taipei  | Sintetico (i) | Prajnesh Gunneswaran   | Matthew Ebden Andrew Whittington             | 4-6, 7-5, [6-10]    |
| 6.  | 23 giugno 2018   | Fergana Challenger, Fergana      | Cemento       | Vijay Sundar Prashanth | Ivan Gakhov Alexander Pavlioutchenkov        | 4-6, 4-6            |
| 7.  | 16 novembre 2019 | Pune Challenger, Pune            | Cemento       | Arjun Kadhe            | Purav Raja Ramkumar Ramanathan               | 6(3)–7, 3-6         |
| 8.  | 19 febbraio 2022 | Bengaluru Open 2, Bangalore      | Cemento       | Ramkumar Ramanathan    | Alexander Erler Arjun Kadhe                  | 3-6, 7–6(4), [7-10] |
| 9.  | 8 ottobre 2022   | Gwangju Open, Gwangju            | Cemento       | Yuki Bhambri           | Nicolás Barrientos Miguel Ángel Reyes Varela | 6-2, 3-6, [6-10]    |
| 10. | 8 febbraio 2025  | Chennai Open Challenger, Chennai | Cemento       | Ramkumar Ramanathan    | Shintarō Mochizuki Kaito Uesugi              | 4-6, 4-6            |